# Dorfgraben
Le Dorfgraben est un ruisseau qui coule sur la commune de Gougenheim dans le Kochersberg. C'est un affluent du Rohrbach et donc un sous-affluent de la Zorn et du Rhin.
Il traverse uniquement la commune de Gougenheim.

## Hydronymie
Dorfgraben signifie le "Fossé communal".
De nombreuses communes en Alsace ont leur propre Dorfgraben, soit naturel soit creusé artificiellement: voir par exemple Geispolsheim, Rouffach ou encore Bœsenbiesen.

## Histoire
Les crues du Dorfgraben ont participé à plusieurs événements de catastrophe naturelle référencés sur la commune de Gougenheim, dont la dernière en 2018
A cette occasion la buse en amont du village n'a pu soutenir le flux d'eau gonflé par un violent orage, provoquant une rapide montée des eaux dans le village.

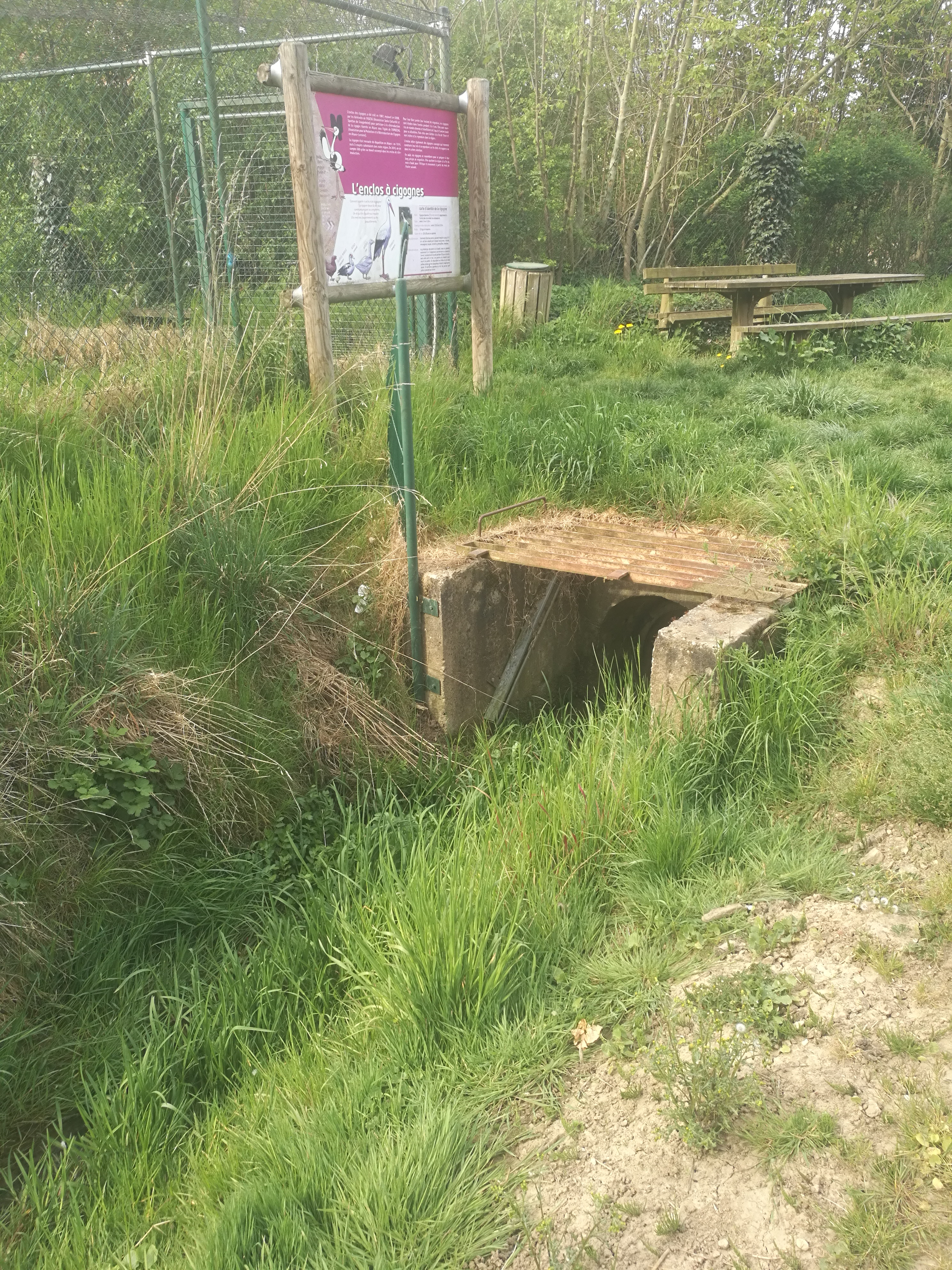
Buse du Dorfgraben à Gougenheim

| Date de la catastrophe | Arrêté du  | Inscription au journal officiel | Nature de l'évènement                                 | Code national CATNAT |
| ---------------------- | ---------- | ------------------------------- | ----------------------------------------------------- | -------------------- |
| 22/05/1983             | 20/07/1983 | 26/07/1983                      | inondations et coulées de boue                        | 67PREF19830386       |
| 17/06/1997             | 15/07/1998 | 29/07/1998                      | inondations et coulées de boue                        | 67PREF19980011       |
| 01/05/1998             | 10/08/1998 | 22/08/1998                      | inondations et coulées de boue                        | 67PREF19980024       |
| 25/12/1999             | 29/12/1999 | 30/12/1999                      | Inondations, coulées de boue et mouvements de terrain | 67PREF19990189       |
| 06/06/2002             | 17/12/2002 | 08/01/2003                      | inondations et coulées de boue                        | 67PREF20020020       |
| 31/05/2018             | 09/07/2018 | 27/07/2018                      | inondations et coulées de boue                        | 67PREF20180024       |

## Géographie
La rivière prend sa source à Gougenheim le long de la D67. Elle se jette dans le Rohrbach au niveau de l'intersection entre la D25 et la D31.

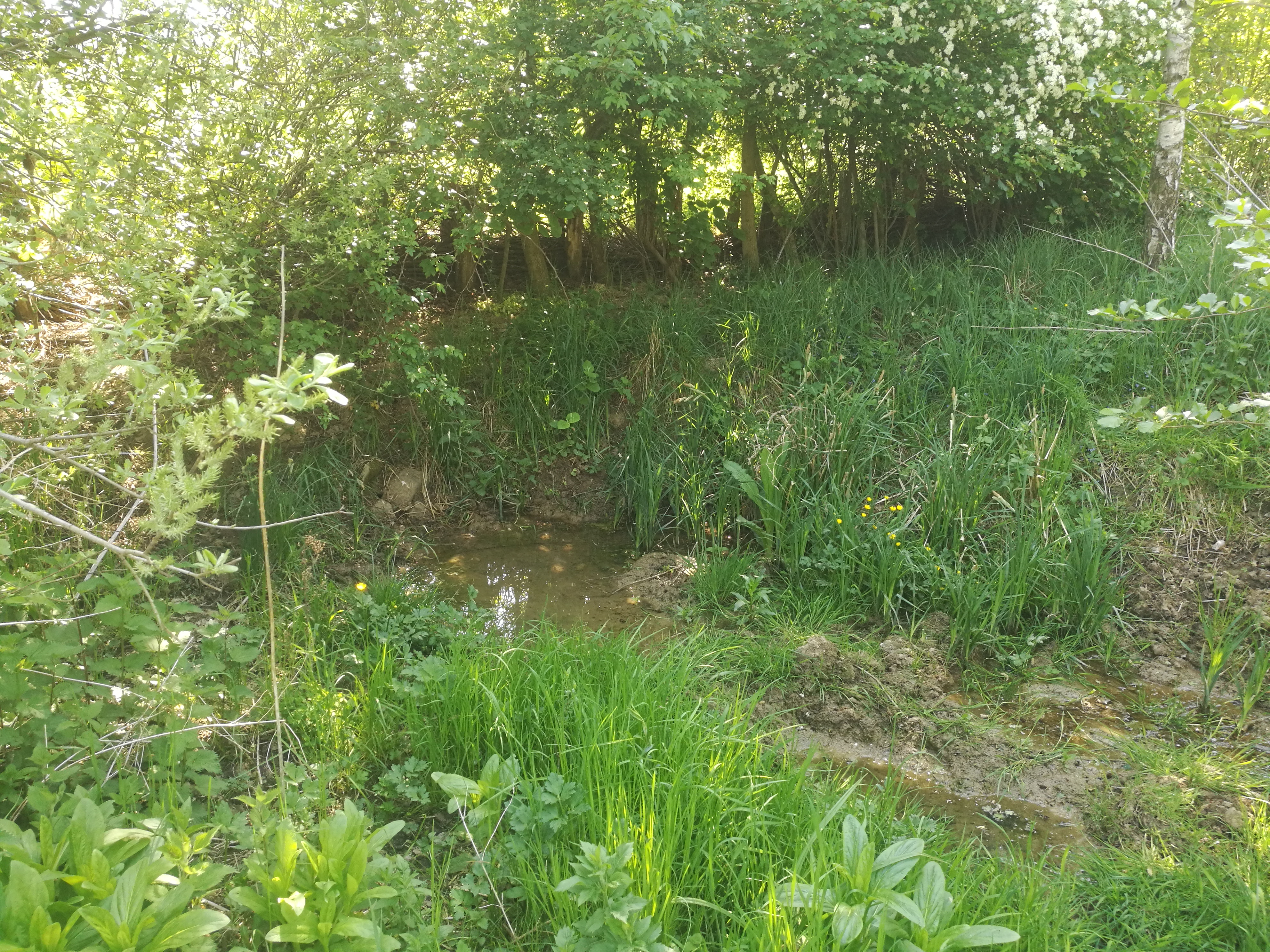
Source du Dorfgraben à Gougenheim
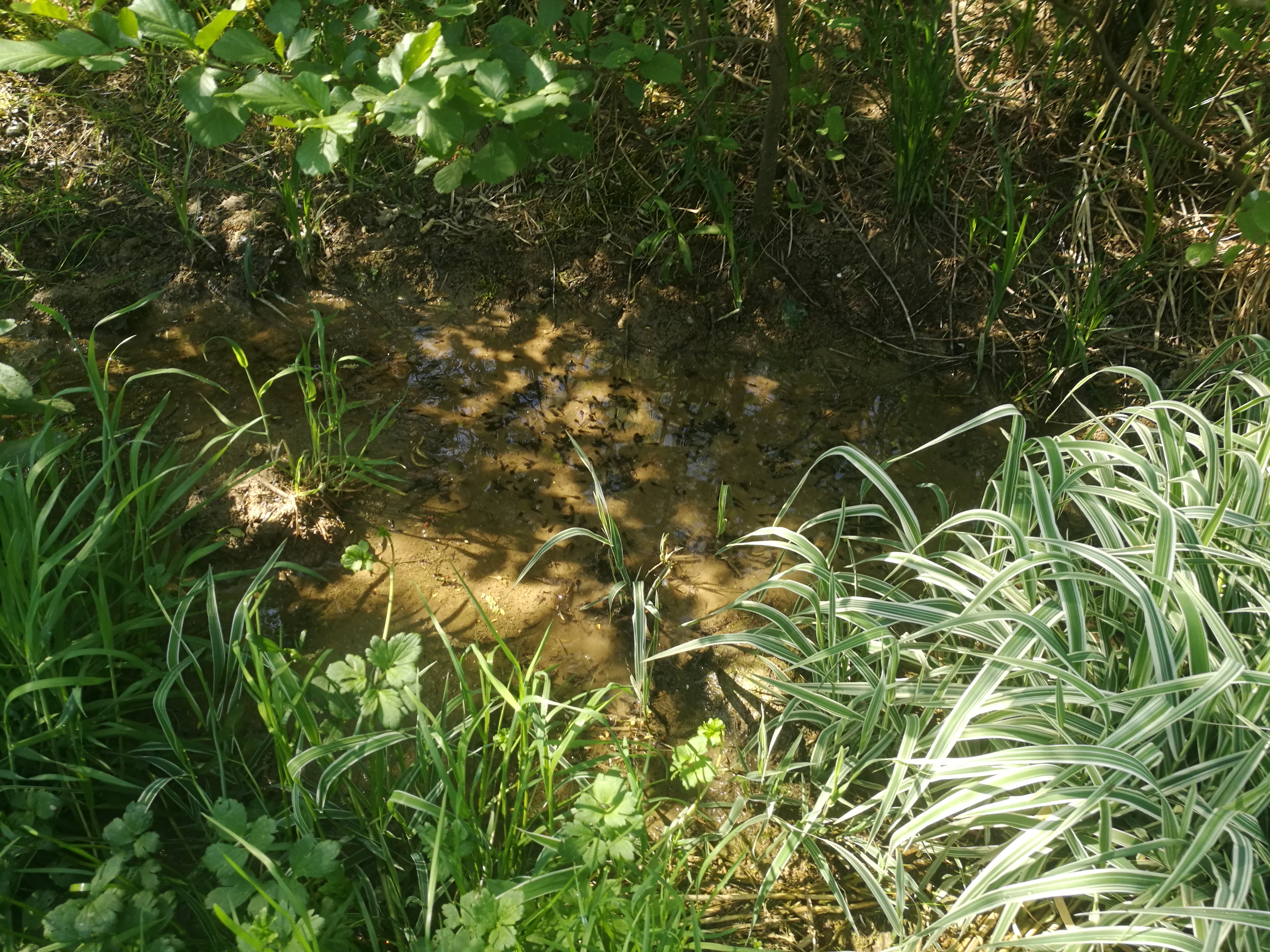
Têtards au printemps à la source du Dorfgraben

## Affluents
Le Dorfgraben n'a aucun affluent.